# Wadai (Provinz)
Wadai (arabisch وداي, frz. Ouaddaï) ist eine Provinz des Tschad und entspricht der vormaligen Präfektur gleichen Namens. Ihre Hauptstadt ist Abéché. Die Provinz hat etwa 772.000 Einwohner.

## Geographie
Wadai umfasst eine Fläche von 76.240 km² und liegt im Osten des Landes, an der Grenze zur Region Darfur im Sudan. Die Provinz liegt hauptsächlich in der Sahelzone.

### Untergliederung
Wadai ist in drei Départements eingeteilt:
| Département | Hauptort | Unterpräfekturen                                    |
| ----------- | -------- | --------------------------------------------------- |
| Abdi        | Abdi     | Abdi, Abkar Djombo, Biyeré                          |
| Assoungha   | Adré     | Adré, Hadjer Hadid, Mabrone, Borota, Molou, Tourane |
| Ouara       | Abéché   | Abéché, Abougoudam, Chokoyan, Bourtaïl, Amleyouna   |

Die Provinz Sila wurde 2008 aus der Provinz Wadai ausgegliedert.

## Bevölkerung
Wichtigste Bevölkerungsgruppen in Wadai sind Maba (auch als Wadai bezeichnet), Zaghawa und tschadische Araber.
Seit dem Ausbruch des Darfur-Konflikts sind zudem Hunderttausende Zaghawa, Fur und Masalit aus dem Sudan in Flüchtlingslager in dieser Provinz geflohen.

## Geschichte
- Reich Wadai (historisches Reich der Maba auf dem Gebiet)
- Kolonialisierung des Wadai, zur französischen Inbesitznahme um 1910
- Ouara (heute verlassene Hauptstadt des Wadai-Reiches).

## Wirtschaft
Die Bevölkerung in Wadai lebt hauptsächlich von Subsistenzwirtschaft und Viehzucht. Schwankende Niederschläge stellen hierbei ein Problem für die Landwirtschaft dar.